# Murió hace quince años
 (mars 2025).
Pour plus de détails, voir Fiche technique et Distribution.
Murió hace quince años est un film espagnol sorti en 1954, réalisé par Rafael Gil.

## Synopsis
Diego est emmené tout petit en Russie pour éviter la guerre civile espagnole. Il devient là-bas un agitateur politique chargé de diffuser le communisme. Sa mission est de retourner en Espagne pour tuer son père, farouche opposant au communisme

## Fiche technique
- Titre :  Murió hace quince años
- Réalisation : Rafael Gil
- Scénario : Vicente Escrivá, Ramón D. Faraldo, d'après la pièce de théâtre homonyme de José Antonio Giménez-Arnau
- Genre : Drame
- Musique : Cristóbal Halffter
- Production : Cesáreo González pour Aspa P.C.[1]
- Photographie : Alfredo Fraile
- Format d'image : Noir et blanc ; 1,37:1[1]
- Montage : José Antonio Rojo
- Durée : 101 minutes
- Pays de production :  Espagne
- Année de sortie : 1954
- Langue originale : espagnol

## Distribution
- Rafael Rivelles : Colonel Acuña
- Francisco Rabal : Diego
- Lyla Rocco : Mónica
- Gérard Tichy : Germán Goeritz
- Carmen Rodríguez : Cándida
- Ricardo Calvo : Daniel
- Fernando Sancho : Joaquín Campos
- Félix de Pomés : policier
- Antonio Prieto : Ramón Iranzo
- José Manuel Martín : Muñoz
- Porfiria Sanchíz : enseignante
- Carlos Acevedo : Diego, enfant
- María Dolores Pradera : chanteuse
- Maria Piazzai : Irene

## Récompense
- Rafael Rivelles est récompensé du Fotogramas de Plata du meilleur acteur de cinéma pour sa prestation dans ce film[2] en 1955[3].